# Vote électronique en France
Cette page présente le vote électronique en France.
Les machines à voter ont été utilisées de manière expérimentale à partir de 2002. Une centaine de communes en ont fait l'acquisition jusqu'en 2007, et certaines continuent de les utiliser pour les différents scrutins. En revanche l'implantation de nouvelles machines à voter est gelée par les gouvernements successifs depuis 2008.
Par ailleurs, quelques expériences ont été menées sur l'utilisation du vote par internet, mais cela ne concerne de manière ponctuelle que les Français de l'étranger.

## Histoire

### Premières utilisations
En 1969, le ministre de l'Intérieur Raymond Marcellin fait autoriser l'utilisation de machines à voter, objet alors entièrement mécanique. En raison de pannes importantes et de la non-diminution des fraudes, ces machines tombent en désuétude, mais la modification faite au code électoral reste.

### 2002-2006
La France, à l’occasion de l'élection présidentielle de 2002, teste dans trois villes le vote électronique (appelée « urne électronique ») : à Mérignac en Gironde, à Vandœuvre-lès-Nancy en Lorraine et à Paris dans le 18e arrondissement. Il s'agit là d'une expérience en parallèle du vote traditionnel seul à être pris en compte. Vandœuvre-lès-Nancy a renouvelé l'expérience pour les élections législatives de 2002. Encore une fois il s'agissait d'un vote parallèle. Le 26 septembre 2003, le Forum des droits sur l'internet a remis des recommandations au ministre de l'Intérieur ayant pour objectif de déterminer les conditions de mise en place du vote électronique en France. À partir d’une analyse critique des expérimentations de vote électronique en France et à l’étranger, cette recommandation propose un plan de déploiement du vote électronique en France et détermine les modalités pratiques devant permettre un vote sécurisé et fiable.
Une première expérience de vote par Internet pour des élections nationales a eu lieu en 2003 sur les deux circonscriptions des États-Unis lors de l'élection des représentants à l'Assemblée des Français de l'étranger. Elle a été reconduite en 2006 sur l'ensemble des circonscriptions électorales d'Europe, d'Asie et du Levant. Les deux associations des Français de l'étranger les plus représentatives, l'ADFE et l'UFE, ont chacune missionné un expert pour auditer ce système. Tant le rapport de l'ADFE que celui de l'UFE, émettent de sérieuses réserves sur la possibilité de réaliser un scrutin sincère et fiable lorsque le suffrage de l'électeur est entièrement dématérialisé. Selon eux, le recours à l'isoloir dans un espace contrôlé tel qu'un bureau de vote reste le meilleur garant du secret, et donc de la liberté, du vote de l'électeur, ainsi que de la sincérité du processus électoral. Le vote électronique a néanmoins été réutilisé en 2014 pour les élections consulaires.
En 2003, Nicolas Sarkozy, ministre de l’Intérieur, met en place des agréments permettant d'utiliser de nouvelles machines à voter,. Brest a été la première ville à imposer sans débat les machines à voter à ses électeurs en lieu et place des urnes traditionnelles pour les élections cantonales et régionales des 21 et 28 mars 2004. Plusieurs villes dont Vandœuvre-lès-Nancy ont ensuite utilisé les machines à voter pour les élections européennes.
En juin 2005, un rapport français explique les dangers du vote électronique. En 2005, Pierre Muller découvre ce problème et crée l'association « Recul démocratique ». Cette association est ensuite renommée « Ordinateurs de Vote » et cherche à pointer les problèmes posés par les machines à voter.
En septembre 2006, Patrick Bloche, député PS, pose une série de questions au gouvernement en séance à l'Assemblée nationale sur le vote électronique.

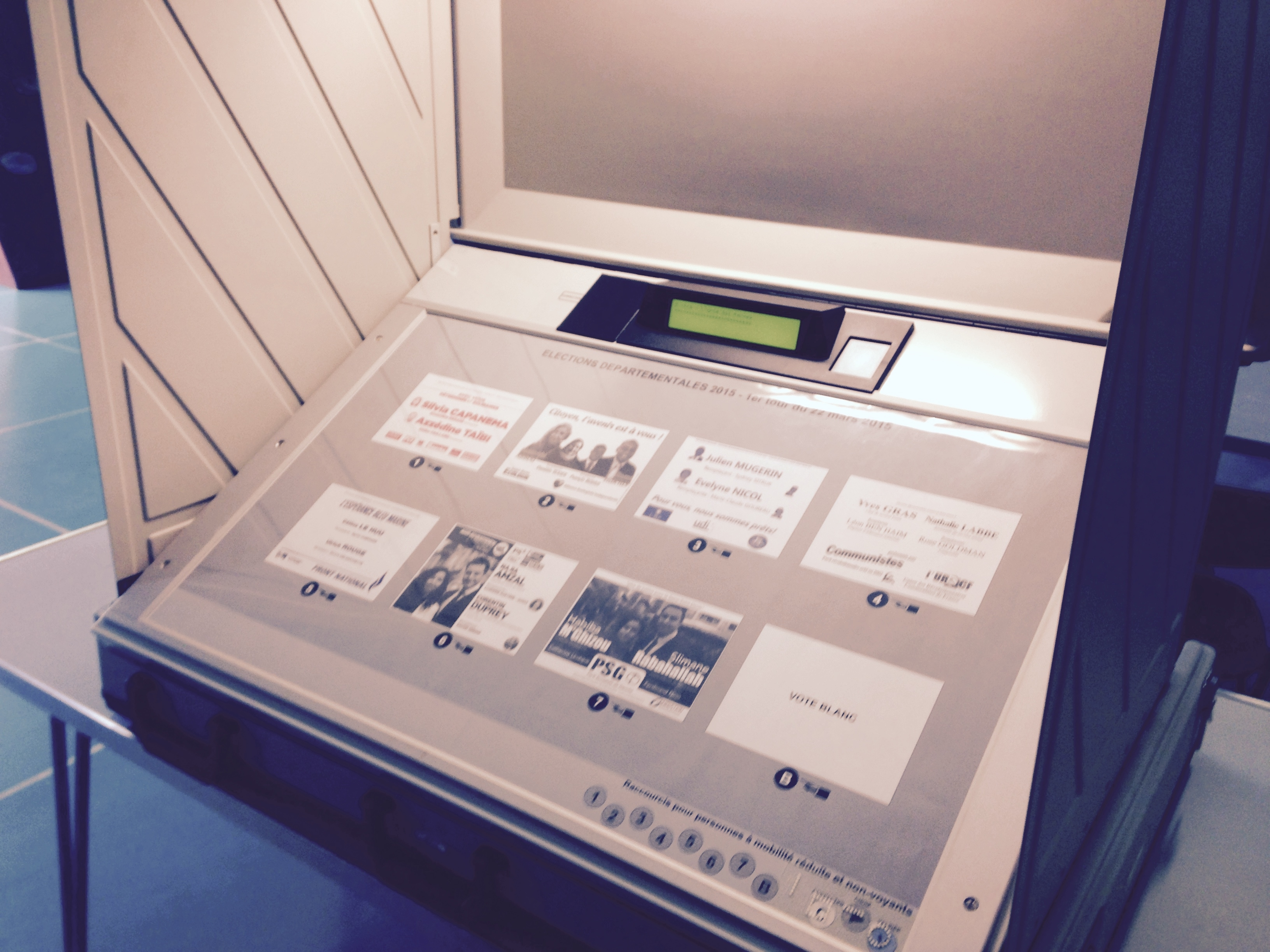
Machine à voter ESF1 utilisée à Stains (Seine-Saint-Denis) pour le 1er tour des élections départementales le 22 mars 2015.

Le contexte conduisant à recourir à l'utilisation de machines à voter est caractérisé par « la difficulté à composer les bureaux de vote et à trouver des scrutateurs bénévoles acceptant de participer au dépouillement ». Les statistiques montrent néanmoins que les machines à voter favorisent le vote blanc et que les files d'attente sont plus longues car il n'y a qu'un seul isoloir par bureau de vote.

### 2007
En février 2007, une pétition est lancée contre l'utilisation de ces machines à voter et pour le maintien du vote papier. Cette pétition a dépassé les 85 000 signataires.
Également en février 2007, à Issy-les-Moulineaux, André Santini, député et maire de la ville, féru de nouvelles technologies, fait voter par le conseil municipal l’achat de 60 machines à voter. Un conseiller municipal d'opposition, Laurent Pieuchot, tente de s'y opposer et prend la tête du mouvement contre l'utilisation de ces machines dans cette ville.
En mars 2007, le bureau national du Parti socialiste demande un moratoire sur les machines à voter. Cela ne se produit qu'après que d'autres partis ont déjà marqué leur opposition, notamment les Verts, le Parti Communiste, l'altermondialiste José Bové et l’UDF. En réponse, le Conseil constitutionnel publie un communiqué de presse prenant parti en faveur des machines à voter sous prétexte de leur agrément. En se basant sur ce communiqué, sans valeur juridique, différentes autorités locales promeuvent à leur tour les machines à voter, rassurant les électeurs. Le 2 avril, après publication par le site internet betapolitique.fr d'articles invitant les électeurs à faire porter leurs griefs sur le procès-verbal des bureaux de vote utilisant une machine à voter, des professeurs de droit avocats et juristes informent de la possibilité d’utiliser la procédure de référé-liberté dans les tribunaux administratifs afin de leur faire prendre parti sur la légalité éventuelle des machines à voter, à la connaissance des remarques fournies dans l'article. Le 17 avril, un dépôt collectif de plaintes est organisé au tribunal de Versailles. Plusieurs médias relaient cette information. Du 18 au 20 avril 2007, les autorités locales émettent des communiqués demandant aux électeurs de faire confiance dans les machines à voter. André Santini fait condamner des opposants, mais il est débouté en appel. Les tribunaux rejettent les plaintes, tout en reconnaissant implicitement les problèmes posés par les machines à voter.
Le 25 avril 2007, le Conseil constitutionnel publie un nouveau communiqué. Ce communiqué soutient l'utilisation des machines à voter, tout en occultant les problèmes d'anonymat et de fraude potentielle spécifique à ce type de machine. Le 11 mai, en même temps qu'il donne les résultats officiels, le Conseil constitutionnel dresse un bilan finalement mitigé, mais jugé par les opposants aux machines comme parfois tendancieux sur l'utilisation des machines à voter pour l'élection présidentielle. Pour le second tour de l'élection présidentielle, quatre communes (Saint-Malo, Ifs, Le Perreux-sur-Marne et Noisy-le-Sec) décident de ne pas utiliser les machines de vote électronique et de revenir au vote papier. Cette décision fait suite, non à des problèmes techniques ou des suspicions de fraude, mais au temps pour la validation de chaque vote et au fort allongement des files d'attentes que cela occasionne, problèmes rencontrés lors du premier tour.
L'utilisation des machines à voter dans 82 communes de plus de 3 500 habitants pourrait toucher 5 % du corps électoral (1,4 million d'électeurs) et ainsi jouer un rôle non négligeable dans le choix du président de la république. Face aux accusations de fraudes possibles, le député André Santini affirme qu'« on fraude bien en Corse ». Pour l'élection présidentielle, certaines communes dont Issy-les-Moulineaux ont tenté d'utiliser des machines à voter dotées d'un logiciel différent de celui validé par l'administration. Cette non-conformité est découverte et dénoncée par les opposants. Les machines sont alors remplacées de manière que le logiciel utilisé soit le même que le logiciel validé (des opposants indiquent qu'ils n'ont pu avoir une certitude sur la conformité du nouveau logiciel).
Lors de l'élection présidentielle de 2007, huit des douze candidats ont pris position pour un moratoire sur le vote électronique. Trois n'ont pas pris position et un seul a soutenu le vote électronique : Nicolas Sarkozy. Plusieurs partis politiques émettent des doutes sur l'utilisation de ces machines. En 2007, certains d'entre eux voyaient un risque dans les machines à voter, notamment les Verts, le PS avec son mouvement de jeunesse, Marine Le Pen (Front national), et François Bayrou (UDF), ainsi que des mandataires locaux. Remarquons que plusieurs partis politiques utilisent ou ont utilisé le vote électronique pour les scrutins internes à leur structure politique (citons par exemple l'UMP, le MoDem et Désir d'Avenir). Néanmoins en 2012 le bureau politique de l’UMP a entériné le retour au vote manuel et l’abandon du vote électronique.
Le jour du premier tour de la présidentielle de 2007, le candidat Philippe de Villiers a critiqué ces « machines de hasard » / « machines à tricher ». Pour lui, « Dans l'urne démocratique, il n'y a pas la possibilité de tricher. La machine à voter c'est beaucoup plus compliqué et on peut trafiquer la matrice » tout en émettant un doute sur la transparence des opérations.

### 2012
Un arrêté du 27 avril 2012 définit les modalités du traitement automatique des données dans le cadre des élections.
En mai 2012, les Français de l'étranger participent à un scrutin numérique pour une consultation nationale en France,. L'expérience avait valeur de test.
Lors de l'élection présidentielle française de 2012, on note une baisse sensible de l'utilisation des machines à voter (82 communes en 2007 pour 1,5 million d'électeurs, 64 communes en 2012 pour un million d'électeurs). Par exemple, la ville de Lorient n'y recourt plus afin d'éviter les éventuels soupçons, ou réticences, et permettre une meilleure visibilité des différentes candidatures, à l'inverse d'Antibes dont les contrats feront passer de 15 à 20 le nombre de machines à voter. La liste comprend de nombreuses communes des Alpes-Maritimes ou des Hauts-de-Seine, comme Issy-les-Moulineaux, néanmoins, aucune nouvelle autorisation n'a été donnée depuis 2007, d'autant plus que, d'après le ministère de l'Intérieur, « un scrutin avec une forte participation comme la présidentielle n'est pas forcément le meilleur moment ».
Le 6 juillet 2012, le Parti pirate dépose une requête auprès de Conseil d’État demandant l'annulation de l'arrêté du 27 avril 2012. Le risque de fraude et en particulier le risque de pression exercée sur les électeurs votant à distance est mis en avant,,.

### Depuis 2012

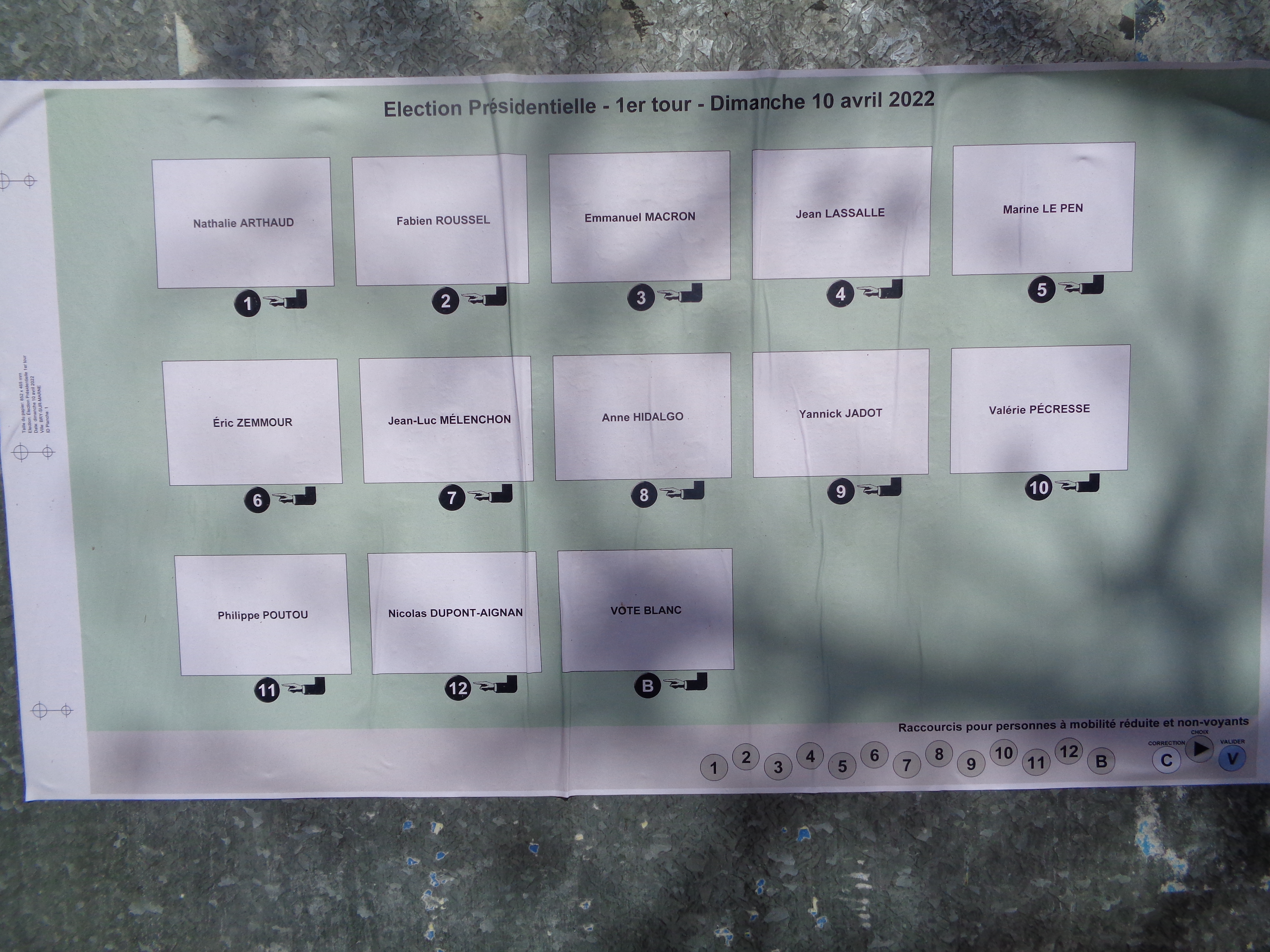
Panneau d'information devant un bureau de vote dans le Val-de-Marne, expliquant comment utiliser la machine à voter pour l'élection présidentielle de 2022.

En 2014, les sénateurs ont établi un rapport faisant l'état des carences liées au vote électronique (« l’épineux dossier des machines à voter »). L'UMP a reconnu que « par nature, le vote papier peut assurer une parfaite transparence de la procédure ». Pour les rapporteurs de l'UMP, « le risque d’atteinte au secret et à la sincérité du vote ne peut être sous-estimé. Nul ne saura si la personne ayant voté depuis son ordinateur est bien celle inscrite sur la liste électorale, ni si son vote a été contraint, monnayé ou libre ».
Le 22 juillet 2014, Philippe Kaltenbach, a présenté une proposition de loi « visant à supprimer le recours aux machines à voter pour les élections générales ». En 2015, le sénateur Kaltenbach a proposé une loi visant à interdire les machines à voter en France au vu des problèmes inhérents au concept. En plus des arguments habituels avancés, Philippe Kaltenbach indique qu'en raison de la technologie, les personnes âgées sont obligées de se faire aider. La technologie des machines à voter ne permet pas d'aider ces personnes sans voir ce qu'elles votent, ce qui casse une fois de plus le secret du vote. Pour lui, le développement des machines à voter dans les scrutins officiels serait principalement motivé par un marché énorme dans lequel chacune des machines à voter vaut aux alentours de 3 000 euros.
Le 21 janvier 2015, François Rochebloine a présenté à l'Assemblée nationale une proposition de loi « visant à interdire l’utilisation des machines à voter pour tous les scrutins régis par le code électoral ». Durant la même période, le gouvernement préfère rester dans le statu quo. Le 27 juillet 2015, le Conseil d’État rejette la requête déposée trois ans plus tôt par le Parti pirate.
La loi Travail votée en 2016 comporte un décret paru en décembre 2015 qui facilite l'adoption du vote électronique par l'employeur au sein de son entreprise dans le cadre des élections professionnelles y compris sans l'accord des syndicats quand il s'agit de l'élection des représentants du personnel au sein du comité d'entreprise (CE).
La fin de l'année 2016 est marquée par l'élection de Donald Trump à la présidence des États-Unis et la suspicion à l'égard de la Russie, accusée d'avoir mené des attaques et des interférences au cours de la campagne qui a précédé ce résultat. Dans ce contexte, évoquant un « niveau de menace extrêmement élevé de cyberattaques », le ministère de l'Intérieur a exclu en mars 2017 le recours au vote électronique pour les citoyens français de l'étranger pour les élections législatives française de juin 2017,.
En 2018, une nouvelle mission d’information de la commission des lois du Sénat est consacrée au vote électronique. Le rapport résultant de cette mission est contesté par un chercheur en informatique qui avait été auditionné à cette occasion .
En septembre 2021, 10 700 expatriés français se portent volontaires pour une nouvelle expérimentation de vote en ligne, en prévision des élections législatives du printemps 2022. Le Virus informatique, magazine spécialisé sur les actualités numériques, publie ses doutes concernant la sécurité du dispositif et apporte des éléments de comparaison avec le fonctionnement du dispositif estonien.

## Liste des communes utilisant ou ayant utilisé les machines à voter
À l'élection présidentielle de 2007, 82 communes ont utilisé les machines à voter :
- Alpes-Maritimes (06) : Antibes, Mandelieu-la-Napoule, Mougins, Saint-Laurent-du-Var, Valbonne, Vence, Villeneuve-Loubet.
- Bouches-du-Rhône (13) : Marignane.
- Calvados (14) : Ifs.
- Cher (18) : Bourges, Saint-Amand-Montrond.
- Côtes-d'Armor (22) : Trégueux.
- Finistère (29) : Brest.
- Haute-Garonne (31) : Castanet-Tolosan.
- Hérault (34) : Juvignac, Palavas-les-Flots, Valras-Plage, Villeneuve-lès-Béziers.
- Ille-et-Vilaine (35) : Saint-Malo.
- Isère (38) : Meylan, Voiron, Voreppe.
- Landes (40) : Mimizan.
- Loire (42) : Saint-Chamond.
- Loire-Atlantique (44) : Blain, Pornichet, Orvault, Couëron.
- Marne (51) : Reims, Épernay.
- Morbihan (56) : Lorient, Ploemeur, Ploërmel, Questembert, Theix.
- Nièvre (58) : Nevers.
- Nord (59) : Annœullin, Condé-sur-l'Escaut, Hazebrouck, Saint-Pol-sur-Mer.
- Oise (60) : Noyon.
- Orne (61) : Alençon.
- Haut-Rhin (68) : Mulhouse, Riedisheim, Wintzenheim.
- Rhône (69) : Chazay-d'Azergues.
- Sarthe (72) : Le Mans.
- Haute-Savoie (74) : Thyez.
- Seine-Maritime (76) : Le Havre.
- Seine-et-Marne (77) : Cesson, Moissy-Cramayel, Montereau-Fault-Yonne, Savigny-le-Temple, Villenoy.
- Somme (80) : Amiens.
- Vaucluse (84) : Orange.
- Vendée (85) : Les Herbiers.
- Essonne (91) : Wissous.
- Hauts-de-Seine (92) : Antony, Bois-Colombes, Boulogne-Billancourt, Châtenay-Malabry, Chaville, Colombes, Courbevoie, Garches, Issy-les-Moulineaux, Sèvres, Suresnes, Vaucresson, Ville-d'Avray.
- Seine-Saint-Denis (93) : Aulnay-sous-Bois, Bagnolet, Noisy-le-Sec, Rosny-sous-Bois, Stains.
- Val-de-Marne (94) : Arcueil, Bry-sur-Marne, Le Perreux-sur-Marne, Villeneuve-le-Roi.
- Val-d'Oise (95) : Courdimanche, Vauréal.

En 2014, un rapport du Sénat présente une liste de 64 communes.
Depuis 2007, après chaque élection, l'Observatoire du Vote produit un rapport d'observation. À partir de ces rapports, une liste des communes équipées de machines à voter peut être constituée.

## Observations
Des observations sont menées depuis 2007. Elles portent sur des milliers de bureaux de vote répartis en deux groupes, à des fins de comparaisons : certains sont équipés de machines à voter, d'autres d'urnes transparentes. Pour toutes les élections, il apparaît, qu'en moyenne, les écarts  entre le nombre d'émargements et le nombre de votes sont 3 à 5 fois plus importants là où sont utilisées des machines à voter par rapport au vote à l'urne ,.

## Cadre légal
Le 31 mars 2007, le Conseil constitutionnel a estimé « que l'utilisation des machines à voter pour les élections, notamment présidentielles, est autorisée par le législateur depuis 1969 » et que « ce recours aux machines à voter dans les conditions fixées par l'article L. 57-1 du code électoral a été déclaré conforme à la Constitution ». Pour le professeur de droit constitutionnel Gilles Guglielmi, « le communiqué de presse du Conseil n'a aucune valeur juridique » et repose sur un « raisonnement juridique » contestable. « L'utilisation des machines à voter pourrait, sans aucun abus du droit de recours, être juridiquement contestée devant les juridictions françaises » (voir aussi la page Réglementation du vote électronique en France).
Trois agréments sont en cours de validité, sans que cela signifie que toutes les exigences soient respectées :
- Nedap modèle ESF1 ;
- Indra modèles Point & Vote et Point & Vote Plus ;
- ES&S modèle iVotronic.

Aucune nouvelle demande d’agrément n’est en cours, selon le ministère de l’intérieur (en date du 15 juin 2006). Toutefois, neuf mois plus tard, de nouvelles machines ont été agréées, dans les jours précédant l'élection présidentielle de 2007.
Certains fabricants de machines à voter se réservent le droit de modifier les spécifications techniques sans notification préalable (« Indra reserves the right to alter technical specifications without prior notification »).
La Délibération no 2010-371 du 21 octobre 2010 de la CNIL a fixé les garanties minimales indispensables à la garantie des principes d’intégrité, d’unicité, d’anonymat et de confidentialité du vote. Les points à respecter pour garantir la fiabilité de tout système de vote par internet sont les suivants à minima :
- l'expertise indépendante des systèmes des codes sources, des mécanismes de scellement et de chiffrement par un expert indépendant formé par la CNIL ;
- la séparation, dès le poste de l'électeur, des informations sur son identité et du détail de son vote et la transmission par des canaux sécurisés ;
- la mise en place de mesures physiques et logiques garantissant la sécurité des données personnelles (systèmes informatiques indépendants et algorithmes publics de chiffrement réputés forts) ;
- la possibilité donnée à une commission électorale indépendante de contrôler à tout moment l'effectivité des mesures de sécurité.

## Les modèles de machines à voter utilisés
Les machines principalement utilisées en France sont : Point & Vote, ESF1 et IVotronic.
Point & Vote et Point & Vote Plus sont des modèles de machines à voter, de la marque de la compagnie espagnole Indra Sistemas et importées en France par le groupe Berger-Levrault. Son logiciel de vote est stocké sur un disque dur qui est une mémoire modifiable, donc altérable. Or, l’exigence 45 du règlement technique français spécifie à propos des machines à voter que « les programmes nécessaires à la réalisation de ces fonctions doivent être des modules indépendants et stockés sous forme inaltérable ».
Ces système serait une cible privilégiée de hackers. D'après un électeur, « le ticket, censé valider le vote, sortait de la machine de façon très aléatoire ».
Concernant le coût, il est difficile d'avoir des éléments précis. Le ministère de l'Intérieur a estimé en 2004 le coût en France des machines à voter à 2 000 euros chacune en moyenne, mais fin 2007 selon le rapport du Forum des droits sur l'internet, ce coût moyen s'est en fait élevé pour les communes entre 3 000 et 6 000 euros hors taxe par machine, avec un prix moyen de 4 400 euros. Une autre source donne entre 5 000 et 6 000 euros hors taxe par machine.
La machine se compose d'un processeur à basse consommation électrique, d'un écran interactif de 15 pouces, lecteur-graveur de carte de mémoire flash, disque dur, 256 mégaoctets de RAM, détecteur de présence, modem interne, imprimante thermique interne, système d'exploitation Windows 2000. L'alimentation électrique peut être faite avec des tensions différentes ainsi qu'avec une batterie interne. Le site web du fournisseur indique que la machine Point & Vote a d'autres interfaces, notamment : 1 port parallèle, 2 ports série, un port clavier port PS/2, un port souris PS/2, une prise de téléphonie RJ11, une prise réseau Ethernet RJ45. La batterie de secours fonctionne en 24 volts, et délivre/consomme 7 ampères-heures. Le clavier braille est en option.

## Élections professionnelles
Si l'utilisation du vote électronique lors des élections professionnelles CSE a bien un statut légal (existence d'un accord syndical majoritaire ou décision unilatérale de l'employeur), à moins de mesures particulières (vote en présentiel avec émargement, par exemple), celui-ci ne permet pas de garantir que le vote est bien personnel.

Contrairement à ce qui est l'usage pour les élections politiques régies par le Code électoral, le Code du travail exclut tout recours au vote par procuration,.

À différentes reprises,, bien que régulièrement favorable au vote électronique, la Cour de cassation a réaffirmé l'illégalité du vote par procuration lors d'élections professionnelles, sans pour autant les annuler, au motif que la fraude constatée n'avait pas pour autant modifié de manière significative le résultat du scrutin, conformément aux dispositions prévues par le Code du Travail.

Il n'existe cependant pas de moyen d'établir factuellement une telle fraude. Seule la conjonction d'un protocole préélectoral laissant ouverte la possibilité d'une telle fraude et au moins une attestation d'électeur affirmant avoir eu recours à ce moyen (acteur actif ou passif), rend un tel dépôt de plainte recevable, dans le cas du vote électronique.